# Djokoiskandarus annulata
Djokoiskandarus annulata is een slang uit de familie waterdrogadders (Homalopsidae).

## Naam en indeling
De wetenschappelijke naam van de soort werd voor het eerst voorgesteld door De Jong in 1926. De soort behoorde lange tijd tot het geslacht Cantoria, waardoor de verouderde wetenschappelijke naam in de literatuur wordt gebruikt. Het is tegenwoordig de enige soort uit het monotypische geslacht Djokoiskandarus. Het geslacht Djokoiskandarus werd beschreven door Murphy in 2011.

## Verspreiding en habitat
De soort komt voor in delen van zuidelijk Azië en leeft in de landen Indonesië en Papoea-Nieuw-Guinea. De habitat bestaat voornamelijk uit tropische en subtropische mangrovebossen langs de kust.

## Beschermingsstatus
Door de internationale natuurbeschermingsorganisatie IUCN is de beschermingsstatus 'onzeker' toegewezen (Data Deficient of DD).